# Pablo Hasél
Pablo Rivadulla Duró (Lérida, 9 de agosto de 1988), más conocido como Pablo Hasél, es un rapero español. Empezó utilizando únicamente el nombre de Hasél en sus primeras maquetas, inspirado por un personaje de un libro de cuentos de literatura árabe.
Debutó en la escena underground del hip hop español con la demo Esto no es el paraíso en 2005. Su aparición en la escena coincide con la de otros grupos como Los Chikos del Maíz, Arma X, Valtònyc, LaTecnika o Mentenguerra, por lo que actualmente se da un resurgimiento del rap político, en un contexto underground y emergente a consecuencia de la crisis política-económica española de 2008-2014 y el malestar con los políticos por el que pasaba España durante ese periodo.[cita requerida] También es autor de varios libros y poemarios.[cita requerida]
En 2014 fue condenado a dos años de prisión por enaltecimiento del terrorismo, debido al contenido de sus letras. En junio de 2020 fue condenado, en sentencias no firmes, a seis meses de cárcel por lesiones por agredir y rociar con un líquido de limpieza a un periodista, y a dos años y medio de cárcel por agredir a un testigo en un juicio contra un agente de la Guardia Urbana de Lérida.

## Familia
Es hijo del empresario Ignacio Rivadulla, presidente de la Unió Esportiva Lleida de 2007 a 2010, y nieto del teniente franquista Andrés Rivadulla Buira, que combatió al maquis en el Valle de Arán.

## Estilo
Pablo Hasél es autor de numerosas maquetas, así como recopilaciones de temas sueltos, inéditos, acapellas y poemas.[cita requerida] Según sus palabras: “yo grabo rápido y no paso el día retocándome”. En sus letras, siempre directas y sin eufemismos, trata tres tipos de temáticas con las que describe a su público la realidad que él percibe: crítica social y rap antisistema, temas sentimentales y personales y, finalmente, canciones en las que "se ríe de todo", según declaró en una entrevista. Por otro lado, su pensamiento y su compromiso político comunista lo ha diferenciado de otros artistas del rap político español.[cita requerida]
Entre sus fuentes de inspiración destacan cantautores como Joaquín Sabina, Carlos Varela, Silvio Rodríguez o Ismael Serrano, aunque también se puede notar la influencia de escritores como Vladímir Mayakovski o la vida de personajes históricos como Ernesto Che Guevara o Iósif Stalin.
Ha distribuido todos sus trabajos de manera gratuita en Internet a través de conocidas webs especializadas en música rap como hiphopdirecto.net o hhgroups.com. También ha subido numerosos temas a YouTube, muchos de ellos inéditos, a través de una cuenta que él mismo gestiona.

## Condenas y detenciones
Fue detenido en Lérida el 4 de octubre de 2011 por ensalzar en su canción Democracia su puta madre al que fuera secretario general del PCE(r), Manuel Pérez Martínez, «Camarada Arenas», condenado a diecisiete años de cárcel por pertenencia a la banda terrorista GRAPO. En el momento de su detención, la policía registró y requisó varios discos duros, así como libros. La noticia de su detención provocó que las redes sociales se llenaran de mensajes de apoyo hacia el rapero. Asimismo, numerosos artistas recogieron firmas a través de la plataforma Actuable exigiendo su liberación inmediata. En la mañana del 5 de octubre, tras declarar ante la Audiencia Nacional, salió en libertad provisional sin fianza, con la obligación de comparecer quincenalmente en los juzgados. A las 19:00 horas unos 200 jóvenes se manifestaron en Lérida para reclamar la libre absolución de Pablo.
En 2014 fue declarado culpable y condenado a dos años de prisión por enaltecimiento del terrorismo por el contenido de las letras de sus canciones. Subió a la red social YouTube once videos «conteniendo canciones de su creación que tuvieron una gran difusión, con expresiones alusivas a las organizaciones terroristas GRAPO, ETA, RAF, Terra Lliure y a alguno de sus miembros, en claro apoyo a los mismos y a dichas organizaciones terroristas, ensalzando y alabando sus acciones, justificando su existencia, pidiendo que vuelvan a cometer sus acciones terroristas presentando incluso a los miembros de las bandas terroristas citadas como víctimas del sistema democrático.» Recurrió la condena y en febrero de 2015 el Tribunal Supremo declaró improcedente su recurso de casacion y rechazó que las canciones puedan ser consideradas fruto de la libertad de expresión o de la libertad artística, como en el caso de Soziedad Alkoholika, al apreciar que en dicho caso, a diferencia de este, no aparecían «en ellas alabanza de acciones terroristas o de sus autores, ni en clave retórica se citan a personas o instituciones como merecedoras de sufrir un ataque» y que además el grupo realizó diversos comunicados que rechazaban todo tipo de violencia.
En mayo de 2014 fue nuevamente detenido por un presunto ataque violento el Día de San Jorge (Diada de Sant Jordi), junto a una quincena de personas, a un puesto de la asociación cultural Lleida identitària vinculada, según los agresores, al partido de extrema derecha Plataforma per Catalunya, resultando heridos de diversa consideración los cuatro representantes de dicha asociación.
En diciembre de 2014 publicó junto con otro rapero el video Menti-ros con frases amenazantes contra el alcalde de Lérida, por lo que en febrero de 2017 fue juzgado como autor de un delito de amenazas, hechos por los que la Fiscalía solicitó una pena de un año y tres meses de prisión. El juez consideró que no concurrían los requisitos legales para el delito de amenazas, pero le condenó a pagar una multa de 540 euros por el delito leve de falta de faltas de respeto y consideración debida a la autoridad en el ejercicio de sus funciones.
En junio de 2016 empujó, insultó y roció con un líquido de limpieza a un periodista de TV3. Por dichos hechos fue condenado en junio de 2020 a una pena de seis meses de prisión y se le obligó a indemnizar a la víctima con 12 150 euros. Pocos días después de darse a conocer la sentencia y a raíz de la misma, unos desconocidos atacaron la sede de TV3 en Lérida.

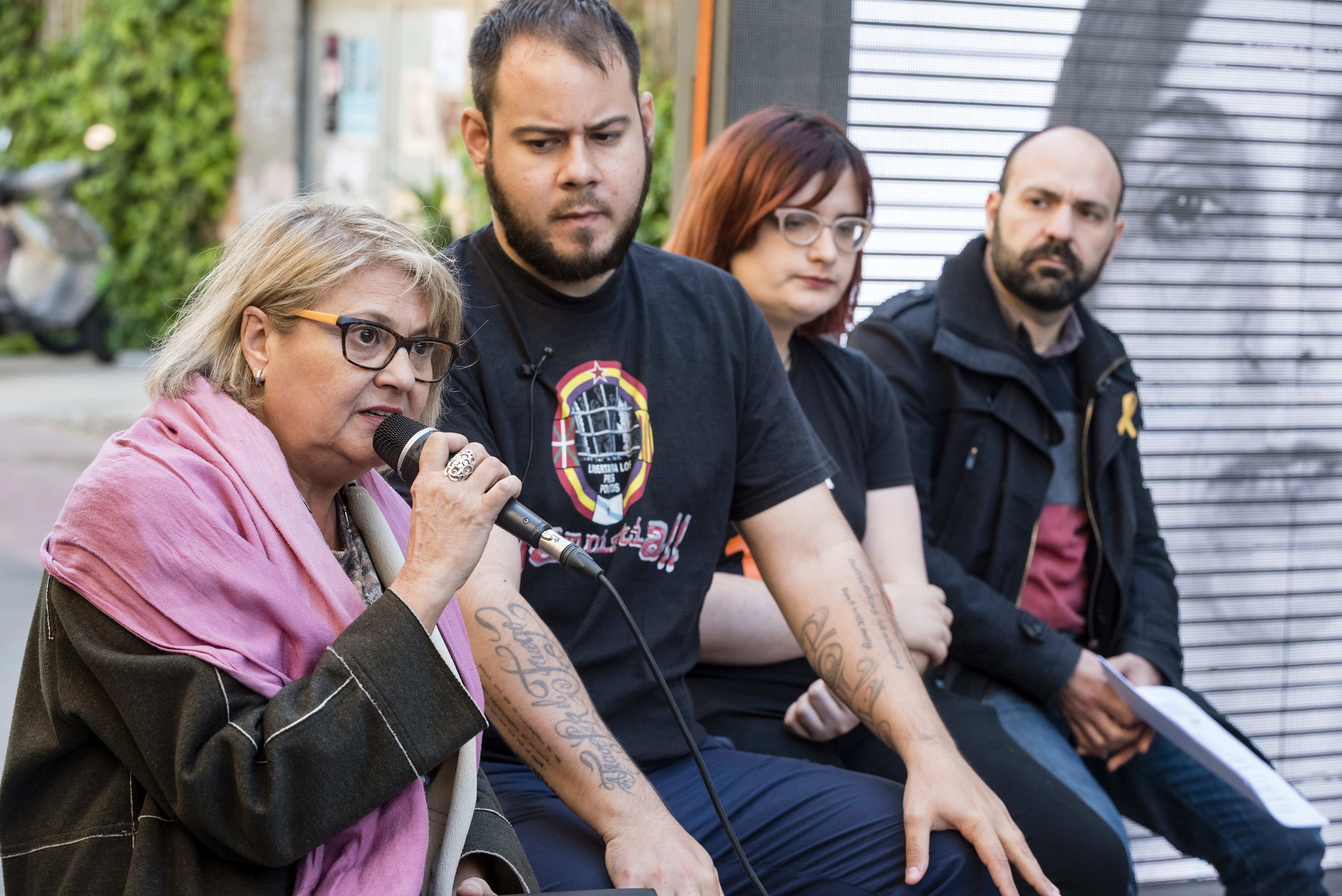
Hasél en 2018 junto a Mercè Alcocer, Cassandra Vera y Marcel Mauri de los Ríos en un evento organizado por Òmnium Cultural.

En marzo de 2017 la fiscalía solicitó contra él dos años y nueve meses más de condena, que se sumarían a los dos que ya tiene, por delitos de "enaltecimiento del terrorismo", "calumnias e injurias contra la Corona" y "calumnias e injurias contra las instituciones del Estado". Fue finalmente condenado el 2 de marzo de 2018 por la Sala de lo Penal de la Audiencia Nacional a una pena a dos años y un día de prisión por el delito de enaltecimiento del terrorismo con la agravante de reincidencia y a pagar una multa de quince meses a razón de 30 euros día, así mismo fue condenado a pagar multas de doce meses con una cuota diaria de 30 euros por el delito de injurias y calumnias contra la Corona y utilización de la imagen del Rey y por el delito de Injurias y calumnias contra las Instituciones del Estado a quince meses, con una cuota diaria de 30 euros; ascendiendo el importe total de las multas a 24 300 euros. En la sentencia se afirma que las publicaciones de Hasél suponen «una actuación conjunta, dirigida contra la autoridad del Estado en sus múltiples formas, menospreciando y denigrándolos personalmente y en conjunto, aludiendo a la necesidad de ir más allá en un comportamiento violento, incluso con la utilización del terrorismo, a cuyos miembros destacados y condenados judicialmente por ello, se dirige en términos de ser el referente a imitar, buscando la adhesión de personas a tal finalidad». Tras la apelación, la pena quedó rebajada en 2020 a una condena de nueve meses de prisión, dado que tanto ETA como el GRAPO ya no estaban en activo y había transcurrido mucho tiempo desde sus últimas acciones terroristas.

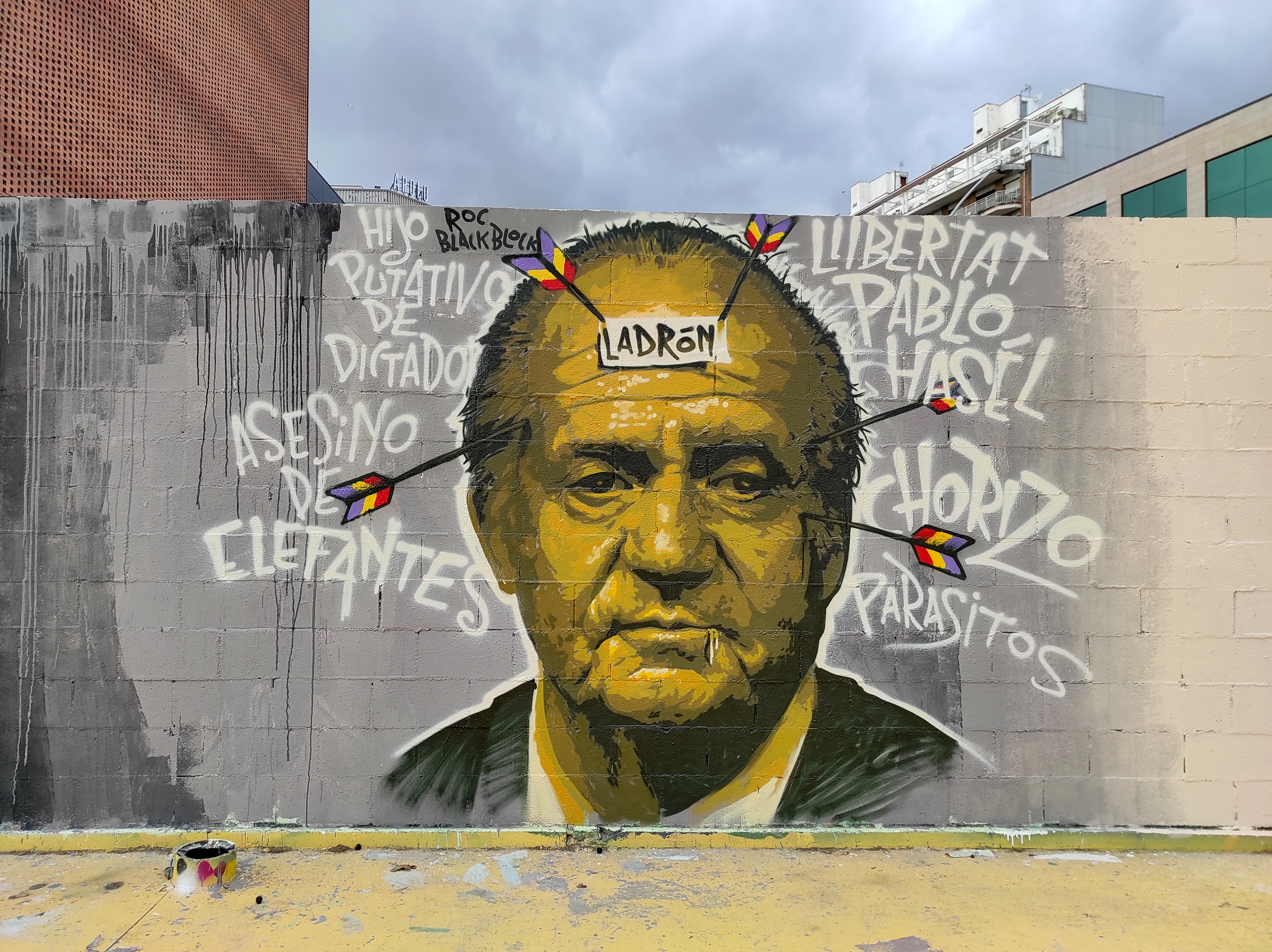
Mural realizado el 7 de febrero de 2021 en Barcelona en apoyo a Pablo Hasél y por la libertad de expresión.

En 2018 fue condenado por un delito de allanamiento de local.
El 28 de abril de 2019, cuando acudía a un evento por la excarcelación del preso del GRAPO Paco Cela fue detenido debido a una orden de búsqueda y captura que tenía por no haberse presentado a un juicio, la cual describió de 17 horas de duración.
El 28 de enero de 2021, la Administración de Justicia dio a Hasél diez días para entrar en prisión voluntariamente, a través de una notificación a su abogado. El 2 de febrero se lo notificaron al artista. El rapero se negó al ingreso voluntario y, para evitar su detención, procedió en su lugar a atrincherarse en la Universidad de Lérida el 15 de febrero junto con un grupo de simpatizantes.
Al día siguiente, los Mozos de Escuadra accedieron al recinto del rectorado y procedieron a detenerlo. Más de 200 artistas españoles de distintas disciplinas culturales habían firmado un manifiesto apoyando la libertad del rapero una semana antes de su entrada en prisión pero la Audiencia Nacional desestimó el recurso de súplica del artista para no entrar en prisión dado que debido a sus antecedentes penales no cumplía los requisitos necesarios para que se pueda suspender el ingreso en prisión, y, además, consideraba que «Con este historial delictivo, resultaría absolutamente discriminador respecto de otros delincuentes, y también una grave excepción individual en la aplicación de la ley, totalmente carente de justificación».
Pocos días después, el 18 de febrero de 2021, la Audiencia de Lérida confirmó otra sentencia en la que se le condenaba y que este había apelado. Este otro juicio tuvo lugar en enero de 2020 por hechos de octubre de 2017, en el que se le condenó a dos años y medio de prisión por obstrucción a la justicia y amenazas a un testigo al que habría amenazado con matar y cuya imagen presuntamente difundió en las redes sociales.
En marzo de 2021 fue acusado de desórdenes públicos, atentado a la autoridad, lesiones y daños por el intento de asalto a la subdelegación del Gobierno en Lérida la noche del 25 de marzo de 2018 como protesta por la detención de Carles Puigdemont, hechos por los que la Fiscalía solicitó una condena de cinco años y cuatro meses, así como 3 600 euros de multa además de 7 000 y 4 000 euros de indemnización por los daños al edificio y por los daños que sufrieron cuatro Mossos de Escuadra.
En noviembre de 2023 el Tribunal Europeo de Derechos Humanos rechazó la demanda de Pablo Hasél contra España al no considerar desproporcionada su condena y recordó que su ingreso en prisión se debió a las sucesivas sentencias que encadenaba y que por el delito de injurias a la Corona solo había sido condenado al pago de una multa.

## Manifestaciones
A partir del 16 de febrero de 2021, se empezaron a organizar manifestaciones en Barcelona así como en otras ciudades españolas en apoyo al cantante. Si bien dichas manifestaciones empezaban pacíficas, después de los primeros 5 días, se saldaron con 102 detenciones, 32 de los cuales menores, relacionados con los disturbios que se vinieron desarrollando por la noche. Solamente en Barcelona, uno de los lugares donde los altercados fueron más graves, el Ayuntamiento cuantificó en medio millón de euros de dinero público destinado a reparar el mobiliario urbano, asfalto y contenedores quemados entre otros tras las 3 primeras noches de disturbios. Por otro lado, numerosos comercios fueron vandalizados y algunos de ellos, saqueados. En once días de protestas hubo 137 detenidos en toda Cataluña.
Los Mozos de Escuadra en Barcelona realizaron varias actuaciones polémicas y en una de ellas una joven perdió un ojo presuntamente por un proyectil de foam. El medio La Marea publicó que desde distintos grupos policiales en redes sociales varios miembros difundieron mensajes de burlas y sarcasmos respecto a las heridas de los manifestantes.

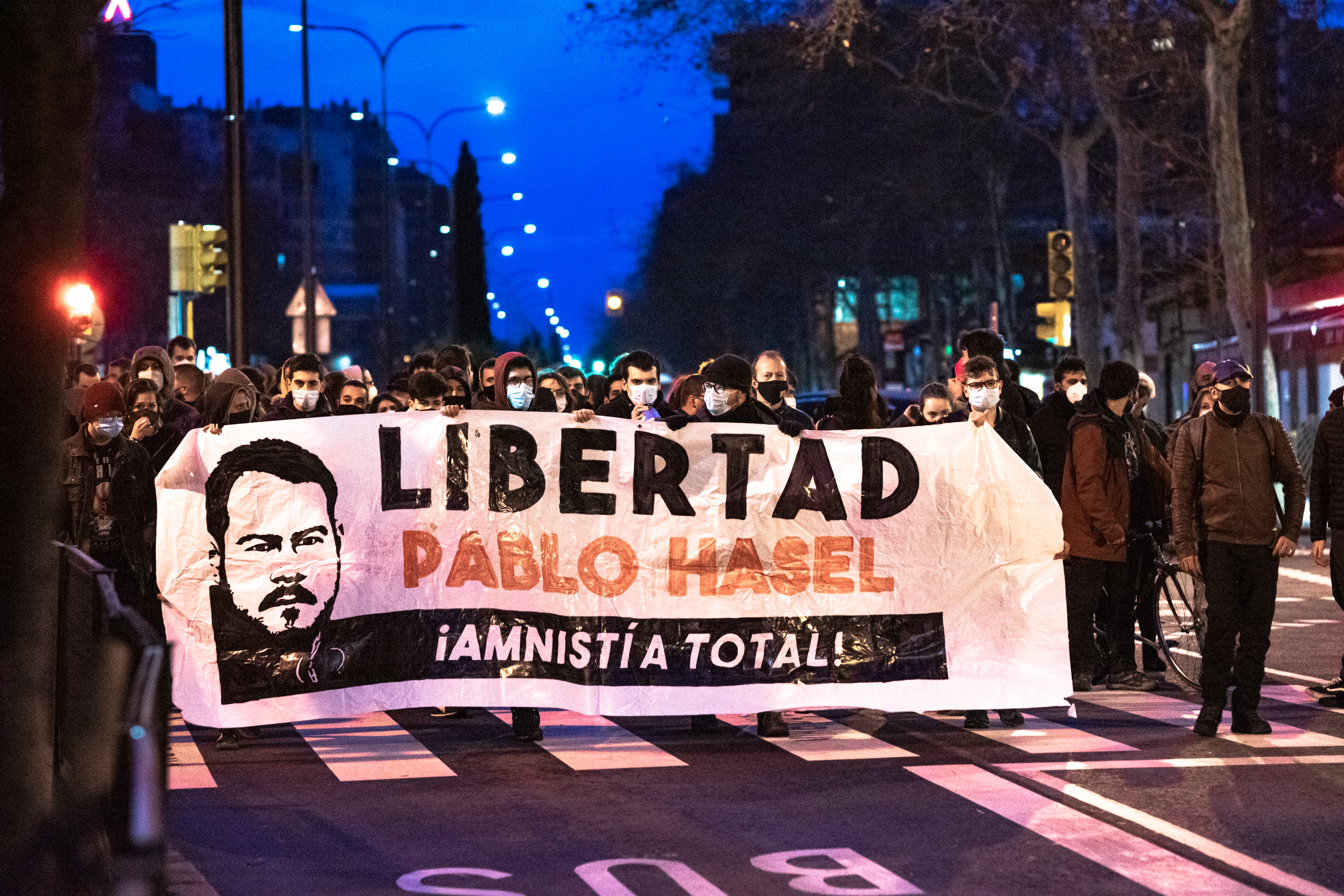
Manifestación en Zaragoza por su liberación.
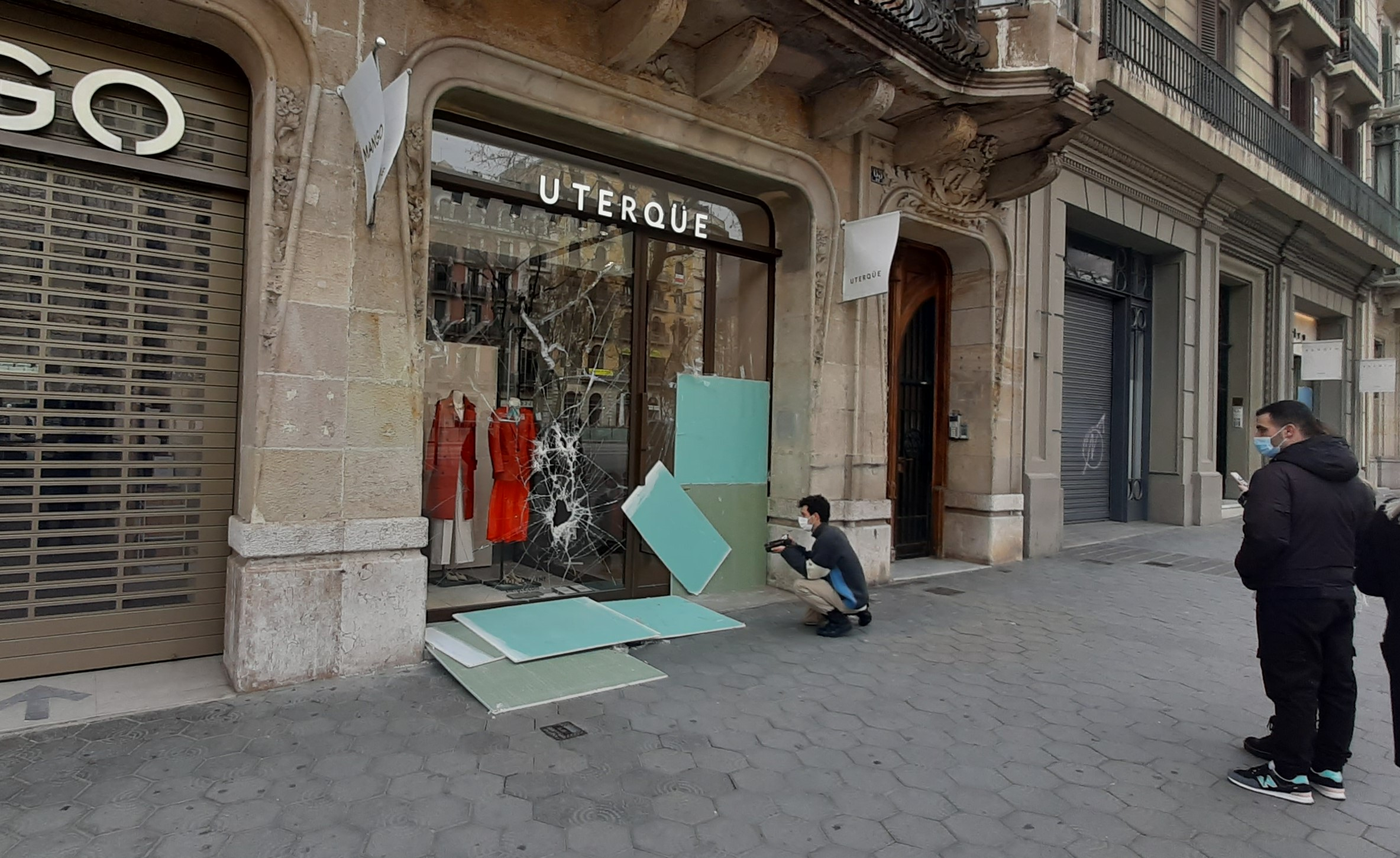
Comercio vandalizado por los manifestantes en el paseo de Gracia, Barcelona.
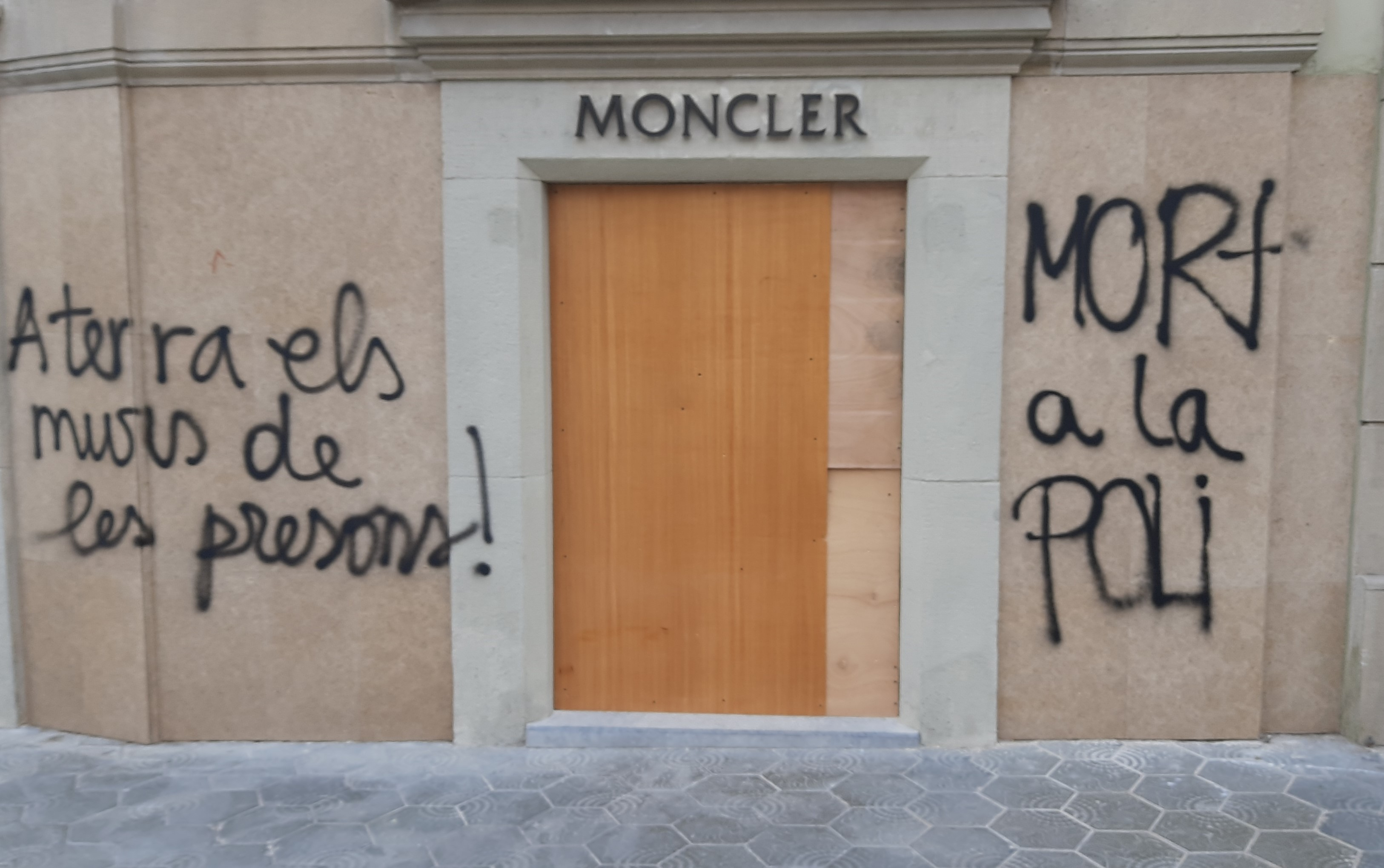
Proclamas en contra del sistema de prisiones y de la policía en una tienda del paseo de Gracia, Barcelona
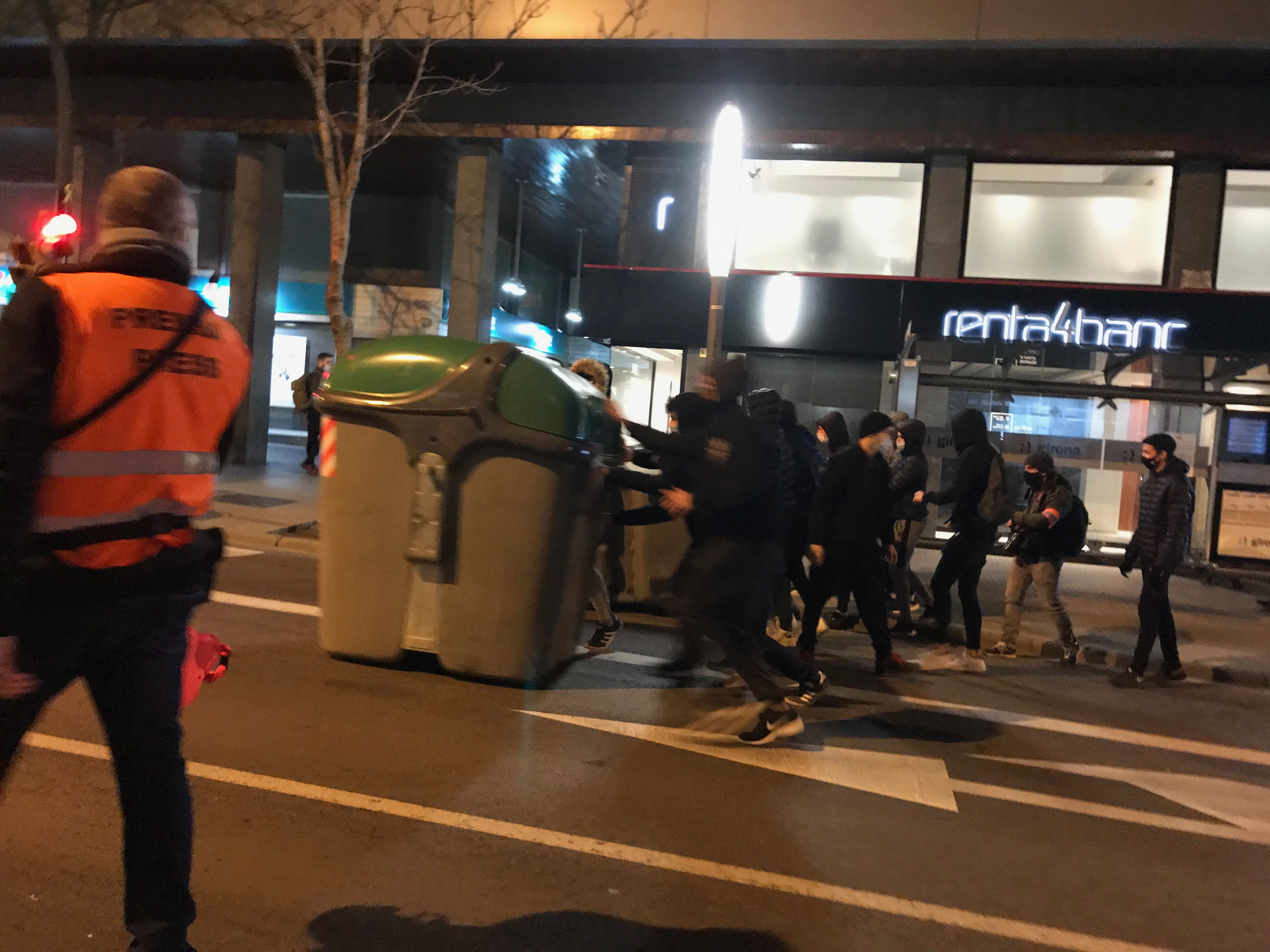
Manifestantes en Gerona, moviendo contenedores para crear barricadas en la calzada.
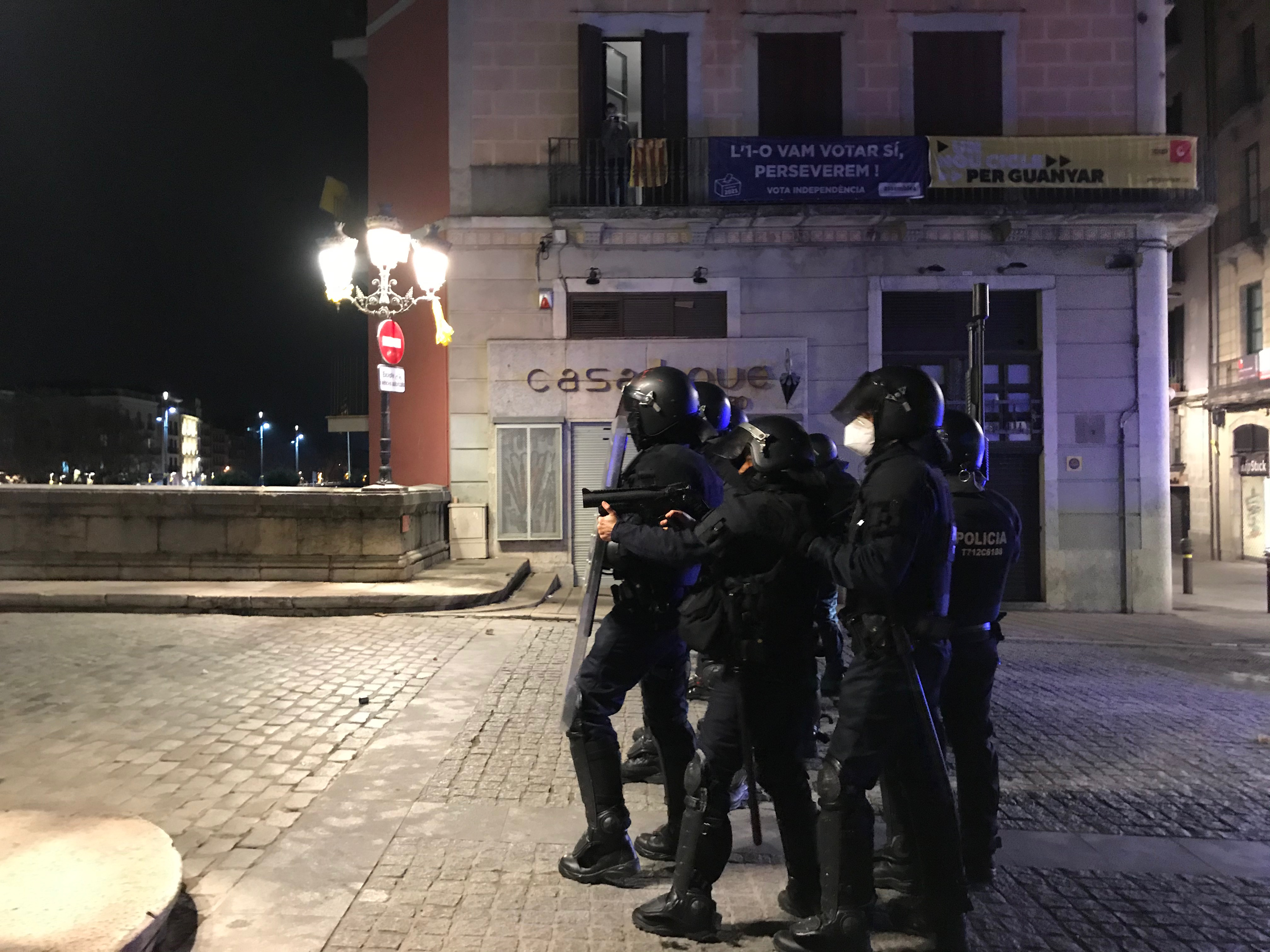
Fuerzas de seguridad, del cuerpo Mozos de Escuadra, en formación y disparando balas de "foam" en Gerona.

## Discografía

### En solitario
- Esto no es el paraíso (2005)
- Miedo y asco en Ilerda – Reeditado con el título Ilerda rima con mierda (2007)
- Trastorno Tripolar (2007)
- Desde el abismo se goza de las mejores vistas (2008)
- No me joda doctor (2008)
- Recital de ideales/No me joda Doctor (2008)
- En ningún lugar pero aquí (2008)
- Descuartizando resacas (2009)
- Quemando la vida (con Kaktan) (2009)
- Cuando el tiempo no nos tocaba las ilusiones (2009)
- Se lo vomite al viento mientras ella se drogaba con otro (2010)
- Inéditas por culpa de Aileen Wuornos (2010)
- Banquete de larvas (2010)
- Siempre perdidos 1 (2010)
- Siempre perdidos 2 (2010)
- El Che disparaba (2011)
- Solos en medio del misterio infinito (2011)
- Polvo y ceniza (2011)
- Un café con Gudrun Ensslin (2011)
- El infierno sería verlos más allá (2011)
- Crucificado en tu clítoris (2011)
- Besos cortados con coca (2011)
- Canciones supervivientes al registro policial (2012)
- La tortura placentera de la luna: algunas canciones inéditas (2012)
- Escribiendo con Ulrike Meinhof (2012)
- Empezar de bajo 0: Algunos poemas grabados (2012)
- La noche que supe que hay laberintos sin salida  (2012)
- Poemas de presos políticos comunistas (2012)
- Los gusanos nunca volarán (inéditas) (2012)
- La muerte nos obligó a vivir (2012)
- Sigue desnudándose la dictadura del capital (2013)
- Por mera supervivencia (inéditas) (2013)
- Por mera supervivencia II (inéditas) (2013)
- Por mera supervivencia III (inéditas) (2013)
- Exprimiendo el corazón (inéditas) (2013)
- Tarde o temprano Venceremos (2014)
- Mientras me asesina el tiempo (inéditas) (2014)
- Por escapar de la oscuridad  (inéditas) (2014)
- A Orillas Del Segre (2014)
- Cafeína e imaginación  (inéditas) (2015)
- Burlando al dolor (2015)
- Boicot Activo (2015)
- Hasta el fin de mis días (2015)
- Resistir hasta vencer (2016)
- Esto ya ni desahoga (inéditas) (2016)
- Fuerte fragilidad (2017)
- Perdidos en el infinito (con Nyto Rukeli) (2017)
- El interrogatorio del atardecer (2018)
- La voz no puede encerrarse (2018)
- Ha llovido mucho (2019)
- Semillas de libertad (2019)
- Haciéndome la autopsia (2020)
- La inmolación de las entrañas (2020)
- Canciones para la revuelta y la soledad (2020)
- ¡Hay que pararlos! (2021)

### Prozaks (Pablo Hasél con Cíniko)
- Recital de ideales/No me joda Doctor (2008)
- A Orillas Del Segre (2014)

### Magmah (Pablo Hasél con Zyon Revol "Frankie Brown" )
- En ningún lugar pero aquí (2008)

### Las resakas (Pablo Hasél con Marc Hijo de Sam)
- Las resakas: Besos cortados con coca (2011)
- La muerte nos obligó a vivir (2012)

## Colaboraciones
- Ciniko: Rabia (La teoría del nada/2007)
- Zwit: Violé a mis monstruos
- Rekiêm: Insomnio dicta (Amaneciendo en persia/2011)
- Be timeless: La muerte en cada partícula (Sencillo y en silencio/2011)
- Charly efe: Follando como perros (Sra. Muerte pase usted primero/2011)
- lilshadyMc: Compositor de varios temas (Joel Alfonso Murillo Aranda 2009-2012)
- The Gulaggers - Whiskey & nachos
- Gorka: Señalando obstáculos (Con Pipe Díaz,2013)
- Los Chikos del Maíz: Los hijos de Iván Drago (Pasión de Talibanes/2011)
- RPG-7: Pásate (En tu ciudad/2012)
- H.Kanino - Vidas al límite (Con Ozhe,2013)
- Pipe Díaz - El eco de los disparos
- Pipe Díaz - Jódete Burgués
- El Invikto - Insomnio e Imaginación
- Valtonyc - Lo Que La Represión No Puede Frenar
- Saúl Zaitsev y Pipe Díaz - Somos
- Saúl Zaitsev - Otro Paso
- Arma X - Los Nietos De Stalin
- Nyto - Anticapitalismo o Barbarie
- Siker - Trabajos Forzados
- Cíniko - Sublévate
- Cíniko - Menti ros (canción dedicada a Àngel Ros)
- Boot Boys - Hostiles Torbellinos
- Elisa - Siempre Vivirán
- ARS MORIS y Cíniko - Rojo remedio (2018)
- Koro - Parásitos (2020)
- Konorte - ASKATASUN HAZIAK (2020)
- Eshoj Ekirne - Seguimos firmes (2020)
- Mara - SUA ETA HARRIA (2020)
- Luis Díaz - Internacionalismo (2020)
- Teko - Traga (2020)

## Poemarios y libros
Es autor de los siguientes libros y poemarios en solitario y con el poeta astorgano Aitor Cuervo.
- Dos canallas a sueldo de La Habana (2012) {Poemario por Pablo Hasél y Aitor Cuervo Taboada}
- Derritiendo Icebergs (2012)
- Con la solidaridad por bandera (2012) {Poemario por Pablo Hasél y Aitor Cuervo Taboada}
- Veinte poemas de odio y dos corazones descuartizados (2012){Poemario por Pablo Hasél y Aitor Cuervo Taboada}
- Follarnos mientras ejecutan un banquero (2012) {Poemario}
- Acerca del amor - Manuel Pérez Martínez (Camarada Arenas) (2013) {Poemario reeditado por Pablo Hasél y Aitor Cuervo}
- Más que cifras (2013) {poemario}
- De la ansiedad a la esperanza (2015) {Poemario}
- La violencia de las injusticias (2015) {Libro de relatos}
- Más allá del polvo (2016) {Poemario}
- La resaca de vivir (2019) {Poemario}
- Erosionant Murs. 99 poemes des de la presó de Ponent (2023)[48]